# Wynton Rufer
Wynton Rufer, né le 29 décembre 1962 à Wellington, est un footballeur néo-zélandais. Il évoluait au poste d'attaquant.
Élu footballeur du siècle en Océanie devant Frank Farina et Christian Karembeu par l'IFFHS, il est l'un des rares joueurs du continent à s'être imposé dans un club du continent européen.

## Biographie
International néo-zélandais, il fait partie de la première sélection néo-zélandaise à participer à une Coupe du monde de football. 
Il débute en Nouvelle-Zélande avant d'attirer l'attention de Norwich City qui invite lui et son frère Shane à passer un test. Il y signe son premier contrat professionnel, une première pour les joueurs de son pays. Toutefois, il se voit refuser son permis de travail en Angleterre et quitte le club précipitamment pour la Suisse où il reste sept ans.
Durant l'été 1989, il signe au Werder Brême dont il devient un joueur important. Aux côtés de Klaus Allofs, il participe notamment activement à la victoire en Coupe d'Europe des vainqueurs de coupe.
Il prend sa retraite à l'âge de 40 ans. 
En 1999, il est nommé Footballeur océanien du siècle par l'IFFHS.
Il a ensuite fondé une école d'entraîneur de football, WYNRS, qui a produit des stars du football telle que l'internationale féminine Annalie Longo.

## Palmarès

### En club
- Vainqueur de la Coupe d'Europe des Vainqueurs de Coupe en 1992 avec le Werder Brême
- Champion d'Allemagne en 1993 avec le Werder Brême
- Vainqueur de la Coupe de Suisse en 1989 avec le Grasshopper-Club Zurich
- Vainqueur de la Coupe d'Allemagne en 1991 et en 1994 avec le Werder Brême
- Champion d'Allemagne de Division 2 en 1997 avec le FC Kaiserslautern
- Finaliste de la Supercoupe d'Europe en 1992 avec le Werder Brême

### En équipe de Nouvelle-Zélande
- 23 sélections et 12 buts en  entre 1980 et 1997
- Participation à la Coupe du Monde en 1982 (Premier Tour)

### Distinctions individuelles
- Élu meilleur footballeur océanien de l'année en 1989, en 1990 et en 1992
- Meilleur buteur de la Ligue des Champions en 1994 (8 buts)